# Pračlověk (film)
Pračlověk (v anglickém originále Early Man) je britský animovaný film z roku 2018. Režisérem filmu je duo Mark Burton a Richard Starzak. Hlavní role ve filmu ztvárnili Eddie Redmayne, Tom Hiddleston, Maisie Williams a Timothy Spall.

## Obsazení
| Eddie Redmayne   | Dug                                          |
| Tom Hiddleston   | Lord Nooth                                   |
| Maisie Williams  | Goona                                        |
| Timothy Spall    | Náčelník Bobnar                              |
| Miriam Margolyes | Královna Oofeefa                             |
| Kayvan Novak     | Dino a Jurgend                               |
| Rob Brydon       | Brian a Bryan, Message Bird a Gonad The Gaul |
| Richard Ayoade   | Treebor                                      |
| Selina Griffiths | Magma                                        |
| Johnny Vegas     | Asbo                                         |
| Mark Williams    | Barry                                        |
| Gina Yashere     | Gravelle                                     |
| Richard Webber   | Grubup                                       |
| Simon Greenall   | Eemak a Thongo                               |
| Nick Park        | Hognob                                       |